# Carl Gottfried Helvig
Carl Friedrich Ludwig Gottfried (von) Helvig, född 7 september 1765 i Wolgast i Svenska Pommern, död 11 maj 1844 i Berlin, var svensk-preussisk militär. Han var från 1803 gift med Amalia von Helvig.

## Biografi
Helvig blev vallmästare vid fortifikationen 1781, tog samma år värvning som artillerist vid Göta artilleriregemente i Göteborg och deltog i Teaterkriget. Helvig tillfångatogs i slaget vid Kvistrum. Han blev underlöjtnant vid regementet 1789.
Helvig blev 1791 underlöjtnant vid Stralsunds artilleribataljon, kommenderades 1792 till Stockholm för att biträda vid uppsättande av ridande artilleriet och utnämndes 1794 där till stabskapten. År 1795 befordrades han till major vid Wendes artilleriregemente, 1802 till överstelöjtnant vid Göta artilleriregemente, 1805 till kungens generaladjutant, överste i och inspektör för artilleriet samt 1807 till generalfälttygmästare och chef för allt artilleri. 
År 1815 erhöll han avsked ur svensk tjänst och ingick 1816 som generalmajor i preussisk, vilken han 1826 lämnade med generallöjtnants grad.
År 1804 hade Helvig blivit ledamot av svenska Vetenskapsakademien och 1807 erhållit svensk adlig värdighet. Han introducerades 1809 på Riddarhuset med nummer 2190 och ätten slöts av sonsonen Hugo 1891. Dels som ledamot av artillerikommittén (1802), dels som vapenkonstruktör gjorde han sig förtjänt om artilleriet. Han införde 1804 i Sverige de efter honom benämnda Helvigska fältkanonerna, som i synnerhet utmärkte sig därigenom, att de var ⅓ lättare än Augustin Ehrensvärds (1749), men vilka sedan utträngdes av Carl von Cardells konstruktion. Helvigs fältjägarstudsare hade pipans kammarstycke åttkantigt samt bajonett, fyra räfflor och en kaliber på 21,2 mm, den största som under 1800-talet blivit begagnad i Sverige.
Carl Gottfried Helvig kände Malla Silfverstolpe och finns därför beskriven i Silfverstolpes memoarer.